# Yusuf Abdurisag
Yusuf Abdurisag Yusuf (arabisch يوسف عبد الرزاق يوسف, DMG Yūsuf ʿAbd ar-Razzāq Yūsuf; * 6. August 1999 in Mogadischu, Somalia) ist ein katarischer Fußballspieler. Er ist auf dem Spielfeld im Sturm beheimatet und führt diese Rolle zumeist als linker Außenstürmer aus.

## Karriere

### Verein
Er entstammt der Aspire Academy und ging von dort zur Saison 2017/17 in die Reserve-Mannschaft von al-Sadd über. Dort spielte er über die folgende Saison und rückte zur Spielzeit 2018/19 schließlich in den Kader der ersten Mannschaft vor. Sein erster Einsatz erfolgte hier dann am 5. Spieltag bei einem 2:1-Sieg über den al-Khor SC, wo er in der 75. Minute für Salem al-Hajri eingewechselt wurde. Ein paar Wochen danach wurde er nochmal sehr kurz eingewechselt, ansonsten war es das aber erst einmal mit Einsätzen in der Liga für. Zum Jahresstart 2019 wurde er schließlich erst einmal an al-Arabi verliehen. Hier bekam er dann schon mehr Einsätze und so bestritt er auch mehrere Partien über die vollen 90 Minuten.
Seit September 2020 ist er wieder zurück bei al-Sadd, wo er nun auch regelmäßig in der Qatar Stars League, wie auch in der AFC Champions League zum Einsatz kommt.

### Nationalmannschaft
Nach einem Freundschaftsspiel im Jahr 2018, war er auch Teil des U-19-Kaders bei der U20-Weltmeisterschaft 2019. Anschließend spielte er auch eine Rolle bei der U23, wo er bei der U23-Asienmeisterschaft 2020 sowie der U23-Asienmeisterschaft 2022 aktiv war.
Seinen ersten Einsatz im Dress der katarischen A-Nationalmannschaft, hatte er am 5. September 2019 bei einem 6:0-Sieg über Afghanistan während der Qualifikation für die Weltmeisterschaft 2022, wo seine Mannschaft als Gastgeber ohne Wertung teilnahm. Nach ein paar weiteren Qualifikations- und Freundschaftsspielen, absolvierte er auch noch eine Partie beim Golfpokal 2019. Für den Kader beim CONCACAF Gold Cup 2021, wo Katar als Gast mitspielte wurde er dann auch nominiert. Erhielt im Verlauf des Turniers jedoch keine Spielminuten. Seitdem hat er noch einige weitere Einsätze bestritten, von den aber im Jahr 2022 bislang nur einer stattfand.